# Serbie aux Jeux européens de 2015
La Serbie était présente aux Jeux européens de 2015, la première édition des Jeux européens, organisée à Bakou, en Azerbaïdjan.

## Médailles
| Sport                   | Discipline                            | Athlète(s) | Performance    | Date    |
| Médailles d'or : 8      |                                       | |                |         |
| Canoë-kayak             | Femmes - K-2 500m                     | Dalma Ružičić-Benedek Milica Starović | 1 min 49 s 904 | 16 juin |
| Canoë-kayak             | Hommes - K-2 200m                     | Marko Novaković Nebojša Grujić | 31 s 910       | 16 juin |
| Sambo                   | Femmes - Moins de 68 kg               | Ivana Jandrić |                | 22 juin |
| Tir                     | Femmes - Carabine à 10 m air comprimé | Andrea Arsović | 207.8          | 16 juin |
| Tir                     | Femmes - Pistolet à 10 m air comprimé | Zorana Arunović |                | 17 juin |
| Tir                     | Hommes - Pistolet à 10 m air comprimé | Damir Mikec |                | 17 juin |
| Tir                     | Hommes - Pistolet à 50 m              | Damir Mikec |                | 20 juin |
| Water-polo              | Hommes                                | Marko Janković Petar Kasum Jasmin Kolašinac Nikola Lukić Vladan Mitrović Dragoljub Rogač Kristian Šulc Stefan Todorovski Marko Tubić Petar Velkić Matija Vlahović Đorđe Vučinić Uroš Vuković                   |                | 21 juin |
| Médailles d'argent : 4  |                                       | |                |         |
| Canoë-kayak             | Femmes - K-2 200m                     | Nikolina Moldovan Olivera Moldovan | 23 min 5 s 625 | 16 juin |
| Lutte                   | Hommes - Greco-Romaine 75 kg          | Viktor Nemeš |                | 14 juin |
| Taekwondo               | Femmes - Moins de 49 kg               | Tijana Bogdanović |                | 16 juin |
| Taekwondo               | Femmes - Plus de 67 kg                | Milica Mandić |                | 19 juin |
| Médailles de bronze : 3 |                                       | |                |         |
| Basket-ball (3x3)       | Hommes 3x3                            | Marko Savić Dušan Domović Bulut Marko Ždero Dejan Majstorović |                | 26 juin |
| Natation                | Femmes - 400 m 4 Nages                | Anja Crevar |                | 23 juin |
| Volley-ball             | Femmes                                | Ana Bjelica Bianka Buša Marta Drpa Bojana Živković Tijana Malešević Brankica Mihajlović Slađana Mirković Brižitka Molnar Jelena Nikolić Mina Popović Silvija Popović Milena Rašić Maja Savić Jovana Stevanović |                | 27 juin |